# Pavel Taska

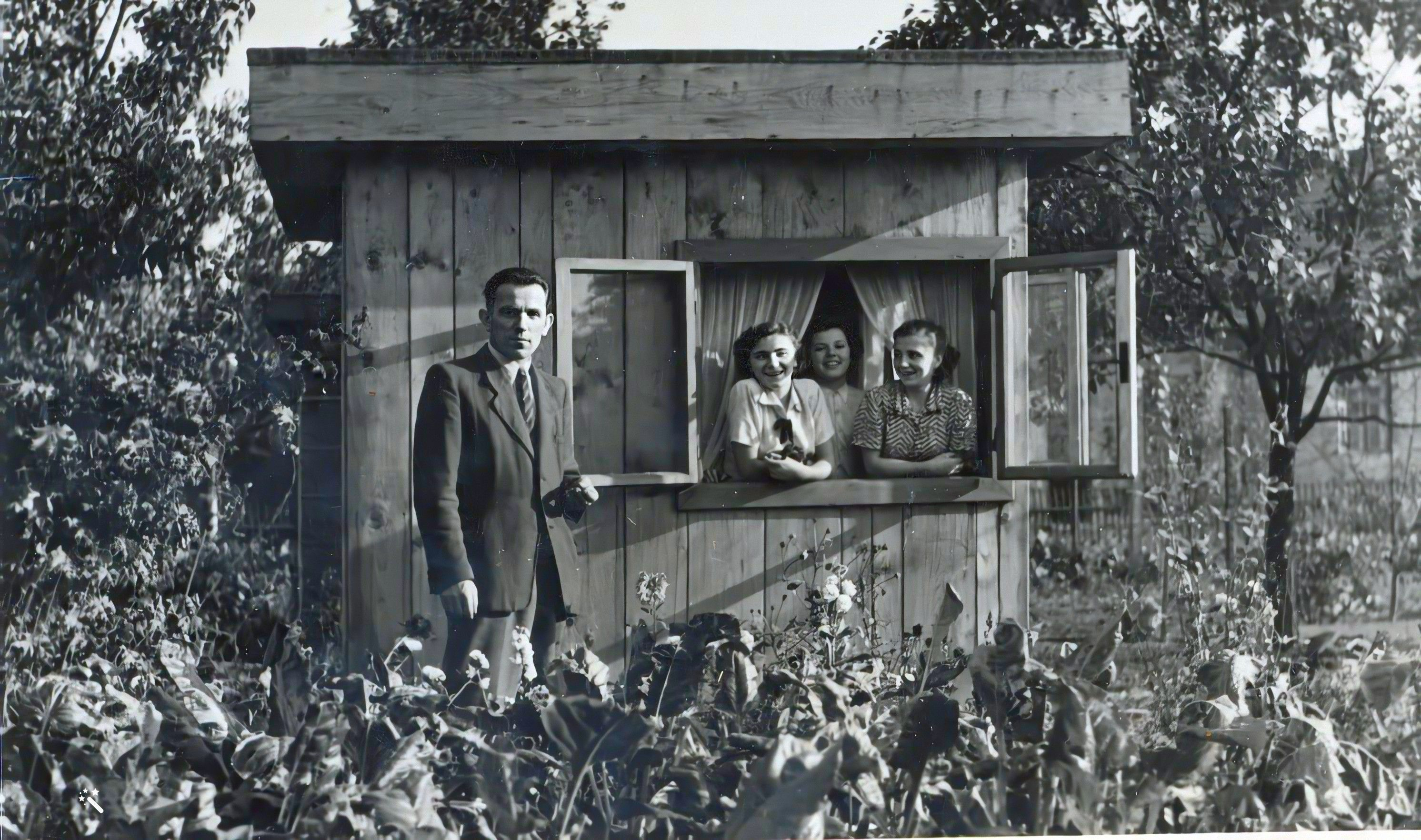
Pavel Taska s dcerami v zahradním domku, před dřevěnkou na Borku v Třinci, asi 1950

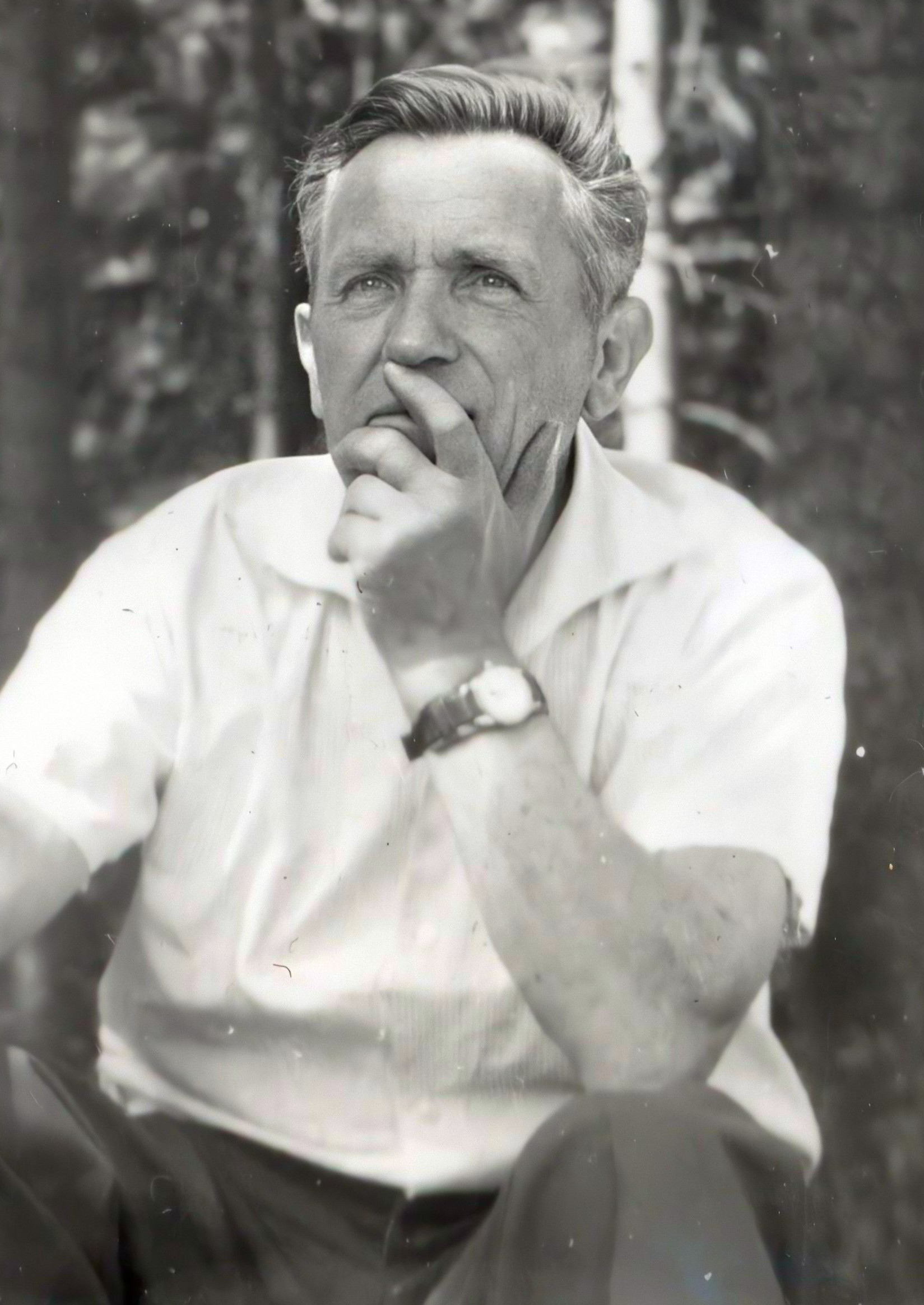
Pavel Taska

Pavel Taska (8. listopadu 1909 Nýdek–28. května 2002 Nýdek) byl slezský malíř, zaměřený na realistickou krajinnou malbou, jeho díla vynikají svou věrností a precizností.

## Životopis
Pavel Taska se narodil v Hluchové (Nýdek) čp. 44 v rodině chalupníka Jana Tasky (1869–1910) a Marie rozené Kropové (1867–1921). Docházel do obecné školy v Nýdku. Ve svých 12 letech osiřel a v dětství se o něj starala jeho o 14 let starší sestra Zuzana Tasková Bogdanowicz. Jeho manželkou byla Helena rozená Konderlová (1911–1999) z osady Řezničí (Nýdek). V roce 1948 se přestěhoval do dělnické dřevěnice na Borku čp. 108 v Třinci.  Od roku 2023 jsou dřevěnky na Borku muzeem, které zde bylo vybudováno v podobě malého skanzenu. V roce 1969 manželé Taskovi koupili dům v Hluchové (Nýdek) čp. 298 a přestěhovali se do své rodné obce. Měli čtyři děti, Annu, Josefa, Andělu a Emilii. Pavel Taska pracoval jako dělník v Třineckých Železárnách, malbě se věnoval ve svém volném čase, jako koníček. S malováním začal aktivně ve svých 50 letech, účastnil se kurzů amatérských malířů v Jablunkově.   

## Dílo
Pavel Taska tvořil v rámci realistického malířského směru, přičemž jeho hlavním tématem byla krajina. V jeho dílech je patrná snaha o co nejpřesnější zachycení elementů, jako jsou domy, stromy, voda, hory, obloha a další. Ve své tvorbě se také zaměřoval na zobrazení krajiny a okolí, ve kterém žil, jeho malby vynikají pečlivým pozorováním a věrností. Často maloval přímo v přírodě, kde zachytil okamžité dojmy, čímž si zajistil autenticitu a přirozenost svých děl.
Několikrát vystavoval u příležitostí různých obecních slavností v Nýdku, konkrétní podrobnosti se ale nedochovaly. Velmi často své obrazy daroval blízké rodině anebo prodával zájemcům z okolí svých známých a v sousedství. 
Některé obrazy Pavla Tasky jsou vystavené v muzeu Dřevěnky na Borku v Třinci jako odkaz osoby, která zde žila a tvořila v době kdy ještě dřevěnky sloužily svému účelu.

### Litaratura
- BÁČA, Pavel, a kol. Hluchová: historická část obce Nýdek. 1. vyd. [s.l.]: vlastním nákladem, 2019. 155 s. ISBN 978-80-270-3440-6.
- MIKULOVÁ, Zuzana. Nýdek. 1. vyd. [s.l.]: Vydavatelství Regio, 2023. 331 s. ISBN 978-80-907252-6-3. (cs, pl)